# Eugene Aram (film fra 1924)
Eugene Aram er en britisk stumfilm fra 1924 af Arthur Rooke.

## Medvirkende
- Arthur Wontner som Eugene Aram
- Barbara Hoffe som Madeleine Lester
- Mary Odette som Elinor Lester
- James Carew som Richard Houseman
- C. V. France som Squire Lester
- Walter Tennyson som Walter Lester
- Lionel d'Aragon som Daniel Clarke
- A. Bromley Davenport som Bunting
- William Matthews som John Courtland